# Sergej Dudakov
Sergej Viktorovič Dudakov (in russo Сергей Викторович Дудаков?; Mosca, 13 gennaio 1970) è un ex pattinatore e allenatore di pattinaggio russo, specializzato in pattinaggio di figura su ghiaccio.

## Biografia
Alla fine degli anni 1980 ha rappresentato l'Unione Sovietica nelle competizioni di pattinaggio artistico su ghiaccio, arrivando settimo ai Campionati mondiali juniores di pattinaggio di figura del 1987 e conquistando il primo posto al Golden Spin di Zagabria nel 1989 e al Piruetten di Hamar, in Norvegia, nel 1989 e nel 1990. Era allenato a Mosca da Viktor Kudriavtsev.
A partire dalla stagione 2011/2012 lavora come allenatore con il team di Ėteri Tutberidze nella scuola Sambo 70.

## Risultati
| Internazionali               | Internazionali | Internazionali | Internazionali |
| Evento                       | 1986–87        | 1989–90        | 1990–91        |
| ---------------------------- | -------------- | -------------- | -------------- |
| Golden Spin                  |                | 1°             |                |
| Piruetten                    |                | 1°             | 1°             |
| Campionati mondiali juniores | 7°             |                |                |